# Vaejovis paysonensis
Espèce
Vaejovis paysonensis est une espèce de scorpions de la famille des Vaejovidae.

## Distribution
Cette espèce est endémique d'Arizona aux États-Unis. Elle se rencontre dans les comtés de Gila et de Coconino.

## Description
La femelle holotype mesure 24,2 mm.

## Étymologie
Son nom d'espèce, composé de payson et du suffixe latin -ensis, « qui vit dans, qui habite », lui a été donné en référence au lieu de sa découverte, Payson.

## Publication originale
- Soleglad, 1973 : « Scorpions of the Mexicanus group of the genus Vejovis (Scorpionida, Vejovidae). » Wasmann Journal of Biology, vol. 31, no 2, p. 351-372 (texte intégral).